# Astrotricha roddii
Astrotricha roddii är en araliaväxtart som beskrevs av Robert Owen Makinson. Astrotricha roddii ingår i släktet Astrotricha och familjen Araliaceae. Inga underarter finns listade.